# Tokyo Shinbu Gakkō

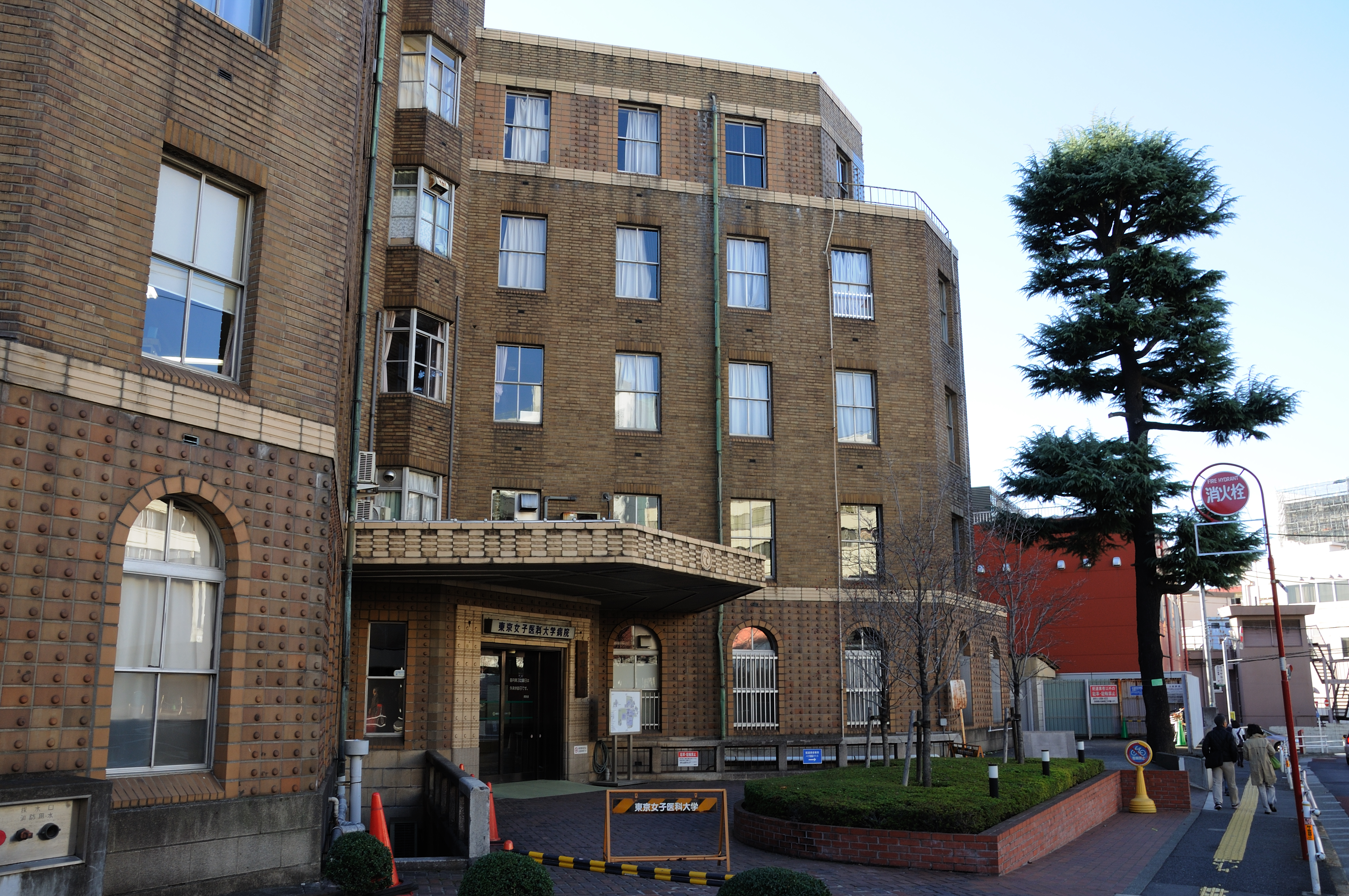
Siège de la Tokyo Shinbu Gakkō (actuelle université de médecine pour femmes de Tokyo).

La Tokyo Shinbu Gakkō (東京振武学校, Tōkyō Shinbu Gakkō) est une école militaire préparatoire située à Tokyo qui exista de 1896 à 1914. Fondée par l'armée impériale japonaise pour apporter une formation militaire à des étudiants chinois, la plupart des élèves ont joué un grand rôle dans la révolution chinoise de 1911 et dans les prémices de la République de Chine.

## Histoire
Après la rupture des relations diplomatiques en 1896 entre l'empire du Japon et la Chine de la dynastie Qing à la suite de la première guerre sino-japonaise, le gouvernement chinois commence une série de réformes militaires afin de créer une armée moderne sur le modèle occidental. La faction pan-asiatique au sein du gouvernement japonais l'aide activement dans cet effort dans l'espoir de former une alliance asiatique contre l'empire russe et d'autres puissances européennes, ainsi que de placer le Japon dans une situation favorable à influencer la direction des réformes militaires chinoises et la politique intérieure.
Pour ce faire, l'État-major de l'armée impériale japonaise envoie les généraux Fukushima Yasumasa et Utsunomiya Taro ouvrir des discussions avec Zhang Zhidong, Liu Kunyi et Yuan Shikai pour envoyer des étudiants chinois au Japon recevoir une formation militaire. Du côté diplomatique, Yano Fumio, l'ambassadeur japonais en Chine, annonce au gouvernement chinois que le Japon prendra en charge toutes les dépenses pour les 200 premiers étudiants. Trente étudiants sont envoyés la même année dans la nouvelle division des étudiants étrangers de la Seijō Gakkō, une école militaire préparatoire de Tokyo attachée à l'académie de l'armée impériale japonaise.
Comme le nombre d'étudiants augmente chaque année, une Shinbu Gakkō séparée est établie en 1903 pour accueillir spécifiquement les élèves chinois qui sont plus de 1 000 en 1908.

## Influences

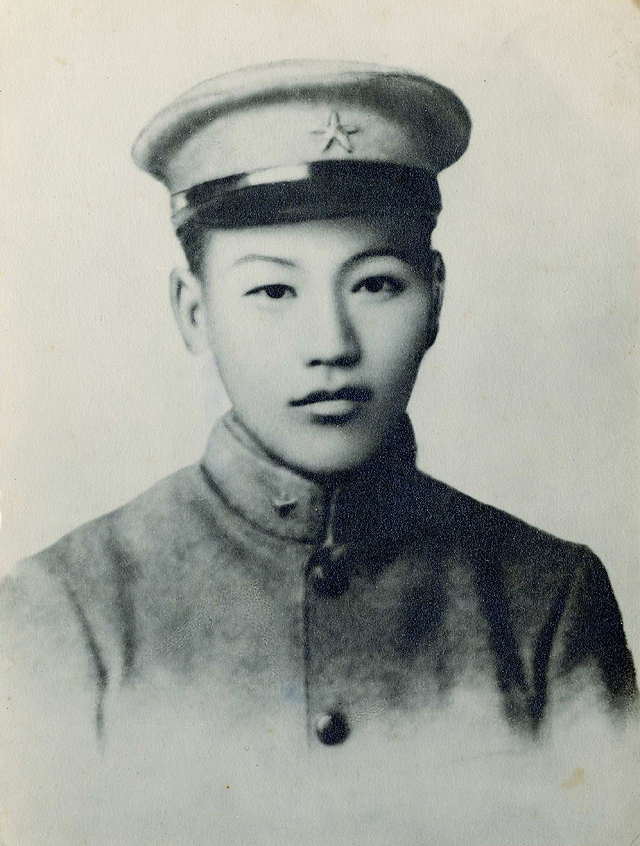
Tchang Kaï-chek durant ses études à la Tokyo Shinbu Gakkō.

La création de l'école est d'abord fortement combattue par le général Yamagata Aritomo qui avertit de la menace de former un possible et proche futur ennemi, mais ses objections ne persuadent pas Fukushima. Le gouvernement chinois paie des dividendes au Japon dans le cadre de l'aide chinoise et de bonne volonté durant la guerre russo-japonaise, tout en créant un corps d'officiers pro-Japonais, dont beaucoup collaboreront plus tard avec le Japon durant la seconde guerre sino-japonaise. Le programme est d'abord perçu par Yuan Shikai comme essentiel à la modernisation et la formation de l'armée chinoise, en particulier après la victoire du Japon sur la Russie en 1905, et permet de réduire l'investissement beaucoup plus important pour envoyer les élèves dans des écoles en Europe. Il est cependant préoccupé du fait que la formation ne dépasse pas le rang de sous-lieutenant et avec peu d'entrainement pratique, et que les élèves ne puissent poursuivre leurs études à l'académie de l'armée impériale japonaise.
Après la révolution chinoise de 1911 et l'établissement de la République de Chine, les Chinois commencent à ressentir plus fortement la nécessité d'apprendre directement de l'occident sans passer par le Japon. À la suite du déclin important des relations sino-japonaises après l'occupation par le Japon de la péninsule du Shandong durant la Première Guerre mondiale, le sentiment anti-japonais grandit en Chine et le nombre d'étudiants chinois au Japon diminue drastiquement. La Tokyo Shinbu Gakkō ferme ses portes en 1914 par manque d'étudiants. Le site de l'école est aujourd'hui le campus de l'université médicale pour femmes de Tokyo.

## Élèves notables
- Cai E
- Chen Duxiu
- Ouyang Yuqian
- Wang Yitang
- Tang Jiyao
- Cheng Qian
- Zhao Hengti
- Li Liejun
- Sun Chuanfang
- Yan Xishan
- Yin Changheng
- Huang Fu
- Tchang Kaï-chek
- Chang Chun
- Yang Yuting
- Xi Qia
- He Yingqin
- Zang Shiyi